# Lynx (Browser)
Lynx ist ein textbasierter Webbrowser, der unter Unix entwickelt wurde, inzwischen aber für fast alle Betriebssysteme verfügbar ist. Er eignet sich unter anderem für den Einsatz an reinen Text-Terminals ohne Maus.

## Entwicklung
Lynx wurde um 1992 an der University of Kansas entwickelt, ist heute noch verbreitet und zählt damit zu den Browsern mit der längsten Entwicklungsgeschichte. Bevor das Programm an das World Wide Web und dessen Protokoll http angepasst wurde, war Lynx ein Client für ein proprietäres Hypertextprotokoll. Dabei wurden Elemente von Gopher verwendet.
Lynx wurde 1995 unter der freien Lizenz GPL veröffentlicht.

## Darstellung
Generell arbeiten Textbrowser im Vergleich zu grafikbasierten Browsern um ein Mehrfaches schneller, da kein Layout erzeugt und keine eingebetteten Zusatzmedien eingepasst werden müssen.
In aktuellen Versionen erscheinen anstelle von Grafiken deren Alternativtexte im alt-Attribut des img-Elements (soweit vorhanden) oder ihre Dateinamen. Wahlweise können Grafiken als Links dargestellt und über ein externes Programm betrachtet werden. Frames erscheinen als eine Reihe einzeln anwählbarer Links, zusammen mit dem Text des noframes-Elements. Lynx unterstützt auch Cookies, clientseitige verweissensitive Grafiken (imagemap) und Maus-Bedienung, Tabellen allerdings nur eingeschränkt und JavaScript überhaupt nicht.

## Einsatz
Lynx wird als HTML-Interpreter in Shell-Skripten genutzt, um bestimmte Webseiten automatisiert zu durchsuchen, und findet Verwendung als Bestandteil von Webcrawlern. Beispielsweise können mit Lynx Skripte aufgezeichnet werden, um sie anschließend anzupassen und erneut abzuspielen.
Bei der Entwicklung statischer Webseiten wird Lynx eingesetzt, um ihre Lesbarkeit mittels Braillezeile oder Screenreader zu überprüfen, wie blinde Menschen sie verwenden. Für dynamische Webseiten werden NVDA oder JAWS bevorzugt.